# Axel Tønnesen Viffert
Axel Tønnesen Viffert, född 1519 på Aalborghus slott i Danmark, död 3 juni 1580, var ett danskt riksråd och länsherre på Malmöhus.
Han begravdes i Lunds domkyrkas krypta.

## Biografi
Axel Tønnesen Viffert är  i Sverige mest känd som grundläggaren av  frälsegodset Axelvold. Han nämns första gången 1551. Han var 1558–1559 hovsven och kungens kammartjänare och deltog som sådan i en resa till England. Under nordiska sjuårskriget gjorde han tjänst  som proviantmästare, och i kavalleriet. I september 1565 skulle han med Steen Clausen Bille anföra de skånska bönderna på ett krigståg in i Sverige; men det blev ett fullständigt misslyckande. 1567 sändes han till Ditmarsken för att värva trupper, och 1569 sändes han till Norge for att undersöka  förhållandena i Akershus län. Senast 1573 fick han säte i riksrådet, och som riksråd var han 1578 i Norge. Hans död  3 juni 1580 på Malmöhus antogs vara orsakad av häxkonst och en häxförföljelse vars förlopp är okänt satte in.

## Egendomsförvärv
Förutom Alnarp ägde han delvis Örups slott, som var ett arv efter modern, Skottorp i Halland, som han bytte mot den skånska huvudgården Möllarp, och slutligen Axelvold, som han själv hade bildat som huvudgård omkring 1560. Han ägde i Jylland en del i huvudgården Nebbe, som han 1576 bytte mod kronogods i Hellums härad. Av dessa ägor skapade han  en huvudgård Viffertsholm. Han ärvde halva Skottorps gods i Halland och köpte den andra halvan av hustruns brorson Severin Axelsen Jernskägg. Denne Järnskägg hade genom giftermål med Kirstin Körning blivit ägare till Möllarp. Intressant är att en annexgård till Skottorp fick namnet Axelvold. Axel Viffert bytte till sig det gamla godset Møllerup eller Möllarp mot Skottorp i Halland.  Om det fanns en tidigare gård på Axelvolds läge med ett annat namn är okänt. Tydligen hade han funnit ett nytt bra läge för att anlägga sitt Axelvold.
Enligt ortnamnsregistret nämnes Axelvold första gången 1561 Axel Viffert till Axeluol. Enligt vissa källor betyder namnet Axels välde, men Skånes ortnamn uppger slutleden i namnet vara en dansk skriftform av ordet vall. Detta skriver också Bengt Pamp i ”Skånska orter och ord” men tillägger: ”Här har nog ordet ingen exakt betydelse; man har förmodligen valt det därför att det såg snyggt ut.”

## Länsbesittningar
1559 lämnade han hovet och fick Önnestad och Strö Län i pant. Detta län behöll han till 1563. 1560 förlänades han huvudlänet Landskrona, och 1564 erhöll han Svalöv som pantlän, troligen som säkerhet för att han lånat ut pengar till kungen. Svalöv behöll han till sin död. Han blev 1565 förflyttad som länsman från Landskrona till Riberhus, och därifrån kom han 1571 till Nyborg, som han behöll till 1579. Därefter var han ett år länsman på Ålborghus, till han kort före sin död fick Malmöhus. Då han dog var han länsherre på Malmöhus slott.

## Mageskiften
Från ett av konung Fredrik II år 1579 utfärdat brev framgår, att ”Axel Wiffert till Axelwold” mot en del arvegods på bland annat på Fyn bytte till sig följande kronogods, som utgjorde nyförvärvade före detta  ”klostergårdar” i Svalövs socken i Rönnebergs härad: Schouffnebbe (Skognäbben), bebott av Anders Nielsen, Store Schouffgaard (Stora Skogsgård), bebott av Peder Möllare, Lilla Schoffgaard, bebott av Rasmus Jude, uti Källstorp 1 gård, vilken beboddes av Anders Aagesen, i Karatofta 4 gårdar, vilka  beboddes av Hans Pedersen,  Söffren Lauritzen, Peder Hvid och Jens Pedersen, i Munkagårda 4 gårdar, vilka beboddes av Gudmund Nielsen, Troels Olsen, Oluff Truelsen och Michell Rasmusen, i Lönstorp 1 gård, vilken beboddes av Espern Andersen och Lönstorps vädermölla som då var öde.

## Familj
Axel Tønnesen Vifferts far hette Tönne Tönnesen Viffert och skrev sig till Brolykke och modern Christine Jensdatter Ulfstand.  25 februari 1560 firade han i Nyborg bröllop med Anne Andersdotter Jernskägg. Axel Vifferts första giftermål med Anna Jernskägg gjorde honom till hälftenägare av Skottorp i Halland då hustrun dog 23 december 1564. Han köpte senare halva detta gods av hustruns brorson Severin Axelsen Jernskägg. Därefter gifte han sig med Anne Iversdotter Krabbe, som dog först 14 november 1625. Han hade i sitt andra gifte med Anne Krabbe tre döttrar, som alla var omyndiga vid faderns död. Axels yngre bror Corfitz Viffert efterträdde brodern som länsman på Malmöhus och fick även överta Möllarp och Axelvold som förmyndare för Axels barn.